# Pachyphyllum mexicanum
Pachyphyllum mexicanum là một loài thực vật có hoa trong họ Lan. Loài này được Dressler & Hágsater mô tả khoa học đầu tiên năm 1976.